# 323 Brucia

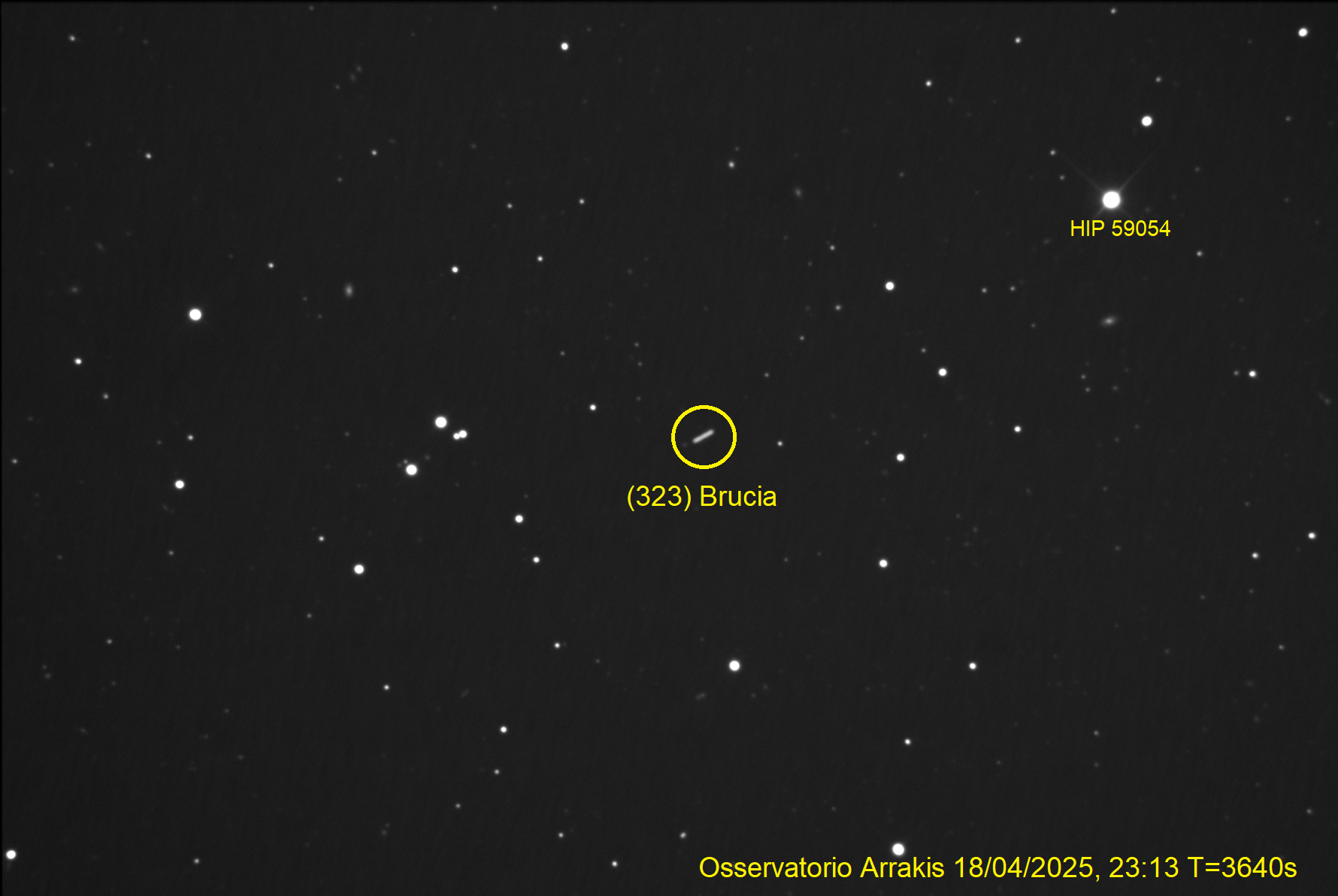
Moto dell'asteroide 323 Brucia in un'ora

323 Brucia è un asteroide areosecante del diametro medio di circa 35,82 km. Scoperto nel 1891, presenta un'orbita areosecante caratterizzata da un semiasse maggiore pari a 2,3815119 UA e da un'eccentricità di 0,3016618, inclinata di 24,22807° rispetto all'eclittica.
L'asteroide Brucia fu il primo ad essere scoperto nel 1891 da Max Wolf con il metodo fotografico e il suo nome deriva da quello della filantropa americana Catherine Wolfe Bruce.